# Dorfkirche Lenz

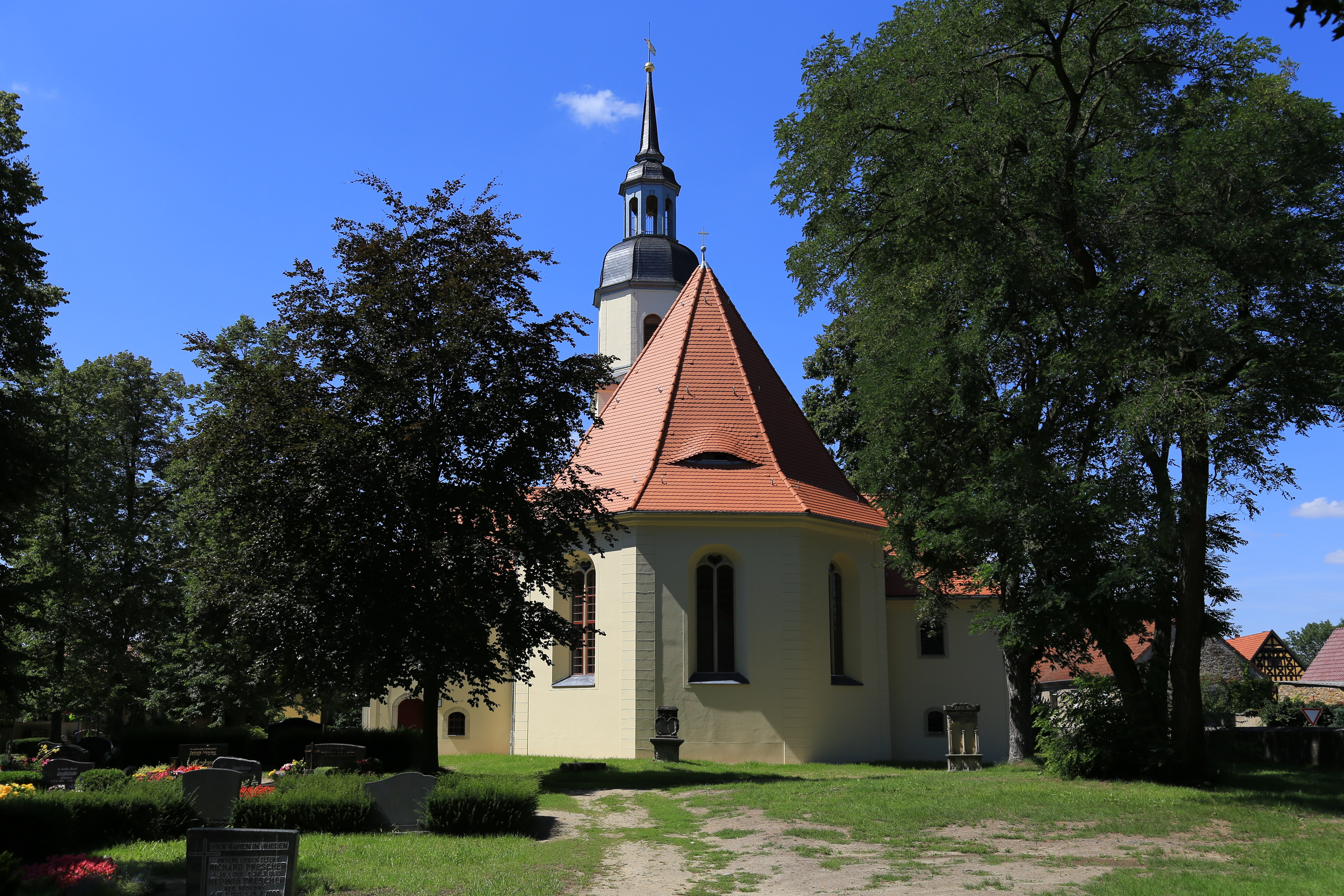
Dorfkirche Lenz

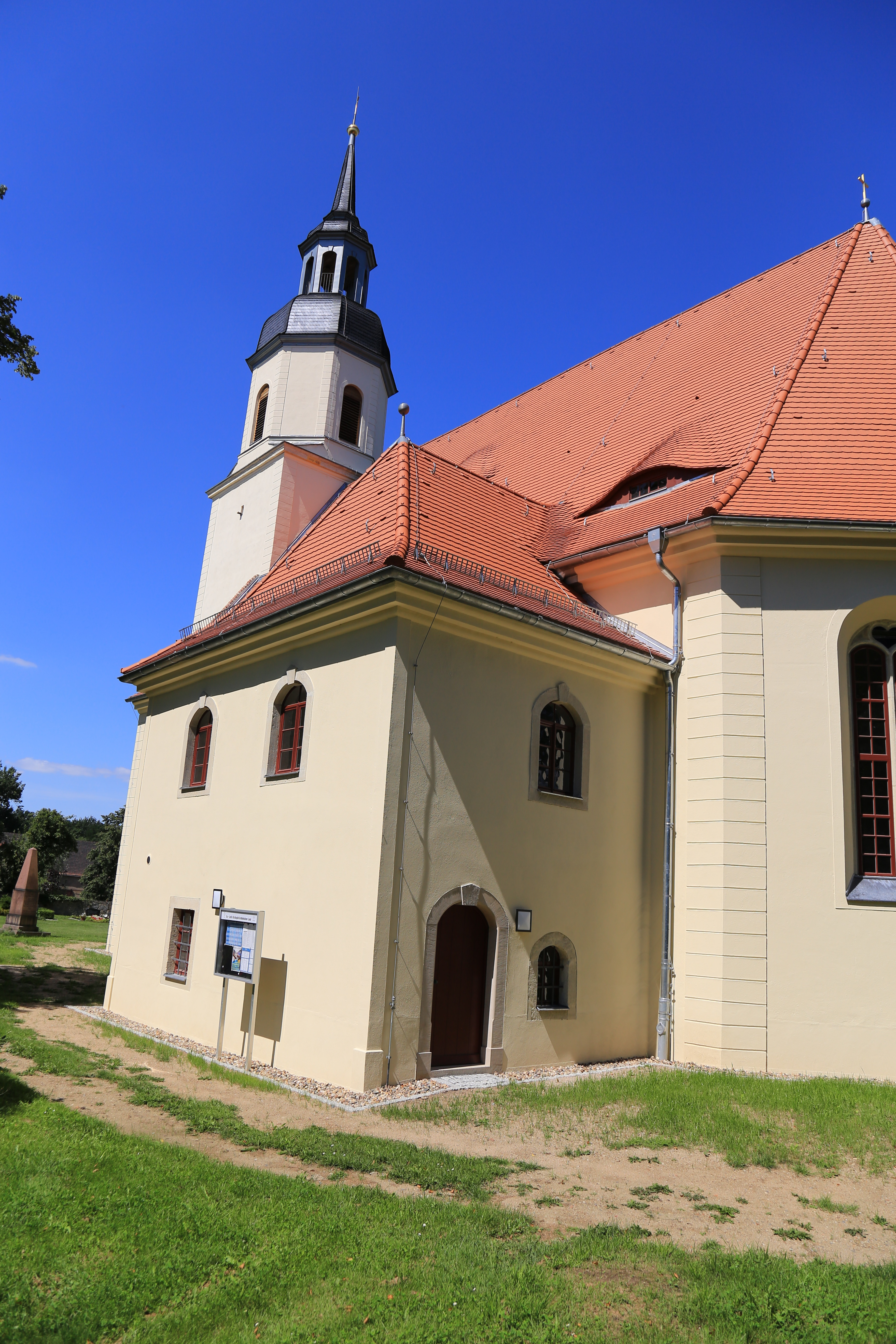
Südostansicht

Die evangelische Dorfkirche Lenz (auch St. Petri) ist eine barocke Saalkirche im Ortsteil Lenz von Priestewitz im Landkreis Meißen in Sachsen. Sie gehört zur Kirchengemeinde Großenhainer Land im Kirchenbezirk Meißen-Großenhain der Evangelisch-Lutherischen Landeskirche Sachsens.

## Geschichte und Architektur
Die an einer Straßenkreuzung gelegene Saalkirche mit Westturm wurde in den Jahren 1700–1710 erbaut. Die Kirche ist ein verputzter Bruchsteinbau mit steilem Satteldach und breitem, dreiseitig geschlossenem Chor. Kapelleneinbauten sind nördlich und südlich des Chores angeordnet. Der schlanke Turm auf annähernd quadratischem Grundriss mit achteckigem Glockengeschoss schließt mit einer schlichten Haube mit Laterne. Die zweibahnigen Langhausfenster sind mit herzförmigem Maßwerk versehen.
Das Innere ist als flachgedeckter Emporensaal von ausgewogenen Proportionen gestaltet. Im Chor dominieren die über den seitlichen Sakristeianbauten befindlichen Betstuben. In der Mitte der Decke ist ein Wappen der Grafen von Beichlingen und von Haxhausen in ovalem Feld aufgemalt.

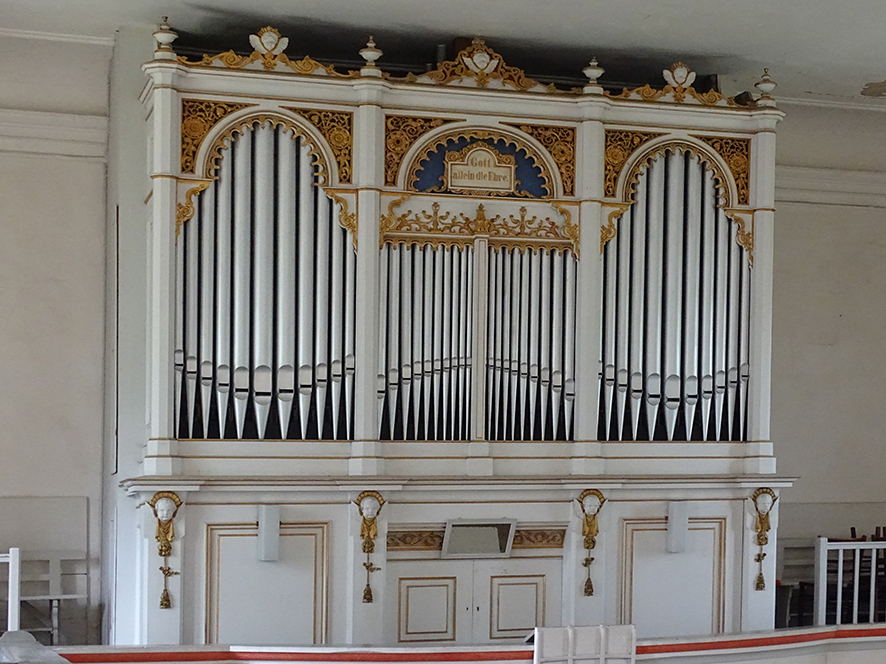
Jehmlich-Orgel

## Ausstattung
Altar und Kanzel stammen aus der Zeit um 1600 und aus der Lausitz. Der Altar ist eine derbe Schnitzarbeit, die Kanzel ist auf einer hohen, überschlanken Stütze vor der südlichen Betstube angebracht. Die Taufe stammt aus der alten Kirche von Wantewitz im Kreis Riesa-Großenhain und ist eine sehr sorgfältige Sandsteinarbeit ebenfalls aus der Zeit um 1600. Die runde Kuppa mit Inschriftfeldern ruht auf einem nach unten anschwellendem Fuß in der Art einer Goldschmiedearbeit.
Zahlreiche Epitaphien sind in die Chormauern eingelassen, davon ist besonders dasjenige der Justitia von Schleinitz († 1597) mit der Darstellung einer knienden Frau in schlichter Bogenarchitektur zu nennen. Besonders zu erwähnen ist auch das Epitaph der Anna Magdalena von Pfordta († 1695) und das Epitaph des Job von Milckau auf Dallwitz († 1614), mit einer Darstellung eines stehenden geharnischten Mannes.
An der Südseite der Kirche steht westlich neben der Betstube das aufwändige farbig gefasste Stuckepitaph des Gottlob Adolf Graf von Beichlingen († 1751). Die lebensgroße, geharnischte Figur steht in einer Nische zwischen zwei Säulen mit phantasievoll gestalteten Kapitelle und Gebälkstücken.
Die wertvolle Orgel ist ein Werk von  Jehmlich aus dem Jahr 1856 mit 18 Registern auf zwei Manualen und Pedal, das 1994 von Johannes Lindner restauriert wurde.

## Umgebung
Das gegenüber der Kirche gelegene Pfarrgut von 1663 trägt am Hoftor die Jahreszahl 1807. Über dem massiven Erdgeschoss ist ein Fachwerkobergeschoss mit Giebeln ausgebildet und zeigt geschweifte Andreaskreuze. Zahlreiche Renovierungen sind teils inschriftlich vermerkt.